# Xbox Network
Xbox Network, ehemals Xbox Live, ist ein Onlinedienst von Microsoft für die Xbox-Produktreihe. Er wurde 2002 auf der Xbox gestartet und erfuhr mit den nachfolgenden Konsolen Xbox 360, Xbox One und Xbox Series umfassende Erweiterungen.
Der Zugang zum Xbox Network ist kostenfrei. Um jedoch die Multiplayer-Funktionen nutzen zu können, muss eine Game Pass Core-Mitgliedschaft erworben werden. Das Netzwerk umfasst neben einem Marktplatz zum Download von Spielen, Demos und Trailern ebenfalls eine Community-Funktion wie die Gamercard. Die wichtigste Funktion des Xbox Network stellt die Fähigkeit dar, online gegen Spieler auf der ganzen Welt spielen zu können, sofern das Spiel eine entsprechende Funktion anbietet.
Derzeit hat das Netzwerk etwa 100 Millionen aktive Nutzer weltweit (Stand Januar 2021).

## Zugang
Zum Verbinden mit dem Xbox-Netzwerk muss eine Internetverbindung vorhanden sein. Der volle Umfang des Netzwerks ist nur auf der Xbox One und Xbox Series verfügbar. Für Android und iOS ist eine Xbox App verfügbar, die soziale Funktionen und Zugriff auf den Store ermöglicht. Über die Xbox-App für Windows 10 kann auf den Spielekatalog des Xbox Game Pass zugegriffen werden.
Es gibt zwei verschiedene Zugänge zum Xbox-Netzwerk, die sich in Umfang und Funktion teilweise unterscheiden:
- der kostenpflichtige Xbox Game Pass Core, durch das alle Funktionen nutzbar werden, und
- die Basismitgliedschaft, bei dem die Videochat- und Mehrspielerfunktion deaktiviert sind

## Eigenschaften
Xbox Network bietet spieleübergreifend VoIP-Sprachkommunikation über ein Headset, das an den Xbox Wireless Controller angeschlossen wird, eine Freundesliste, eine Liste mit den 50 zuletzt gespielten Personen, und die Möglichkeit, Sprach- und Textnachrichten innerhalb des Netzwerkes zu versenden. Zudem kann das Gamertag (deutsch: Benutzername) und das zugehörige Profil auf Xbox.com angesehen und verwaltet werden.
Weitere spieleübergreifende Eigenschaften sind:
- Die Zuordnung zu einer Gamerzone die den Spielstil repräsentiert und in Onlinematches berücksichtigt wird.
- Spieleerfolge die im Spielerprofil zugeordnet werden und mit Freunden verglichen werden können.
- Reputation-Bewertung von Spielern, um die Wahrscheinlichkeit, in einem Onlinematch auf sie zu treffen zu erhöhen oder zu senken.
- Gamerscores (das Total der Erfolgspunkte)
- Xbox Store (kostenloses und -pflichtiges Herunterladen von Demos, Trailer, Add-ons und weiteren Inhalten)
- Xbox Live Arcade (Download von Arcade-Spielen; nur Xbox 360)
- TrueSkill (automatische Multiplayer-Matchsuche anhand von bisheriger Spielstärke)
- Video-on-Demand (z. B. Netflix, Sky Ticket, ZDFmediathek)
- soziale Netzwerke wie Facebook, Twitter und YouTube
- Sicherung der Spielstände in der Cloud[2]
- Microsoft Edge für den Zugang zu Webseiten
- Musikstreaming-Dienst Groove Music (eingestellt)
- Xbox SmartGlass (eingestellt) ermöglichte den Zugriff über ein Smartphone oder Windows 8 auf Funktionen der Xbox 360. Dadurch kann das verbundene Gerät zur Fernbedienung für das Dashboard genutzt werden und Spiele können zusätzliche interaktive Spielinhalte übertragen. Die Smartphone-App für SmartGlass unterstützt Android (ab Version 4.0), iOS und Windows Phone.

Sobald der Nutzer bei der Xbox angemeldet ist, egal ob er ein Spiel spielt, eine DVD schaut oder im Dashboard navigiert, hat dieser auf seine Freundesliste Zugriff, sieht, was diese gerade spielen, und kann ihnen Nachrichten senden. Die Konsole zeigt dabei nicht nur an, welches Spiel die Freunde gerade spielen, sondern auch, in welchem Level oder in welchem Multiplayer-Spiel sie sich befinden (sofern diese das in ihren Datenschutzeinstellungen zulassen).

### Games with Gold
Mit dem Programm Games with Gold bekamen Xbox Live Gold-Benutzer monatlich jeweils zwei Spieletitel für Xbox 360 und Xbox One/Xbox Series kostenlos zum Download angeboten. Am Anfang jeden Monats erschien ein neues Spiel und wurde nach zwei Wochen durch ein weiteres Spiel ersetzt, das dann bis zum nächsten Monat erhältlich ist. Die Spiele sind auch nach dem Angebot und unabhängig von der Dauer der Mitgliedschaft spielbar. Das Angebot gilt als eine Reaktion auf Sonys Instant-Game-Collection-Programm der PlayStation-Plus-Mitgliedschaft.
Games with Gold wurde im September 2023 mit der Umstellung von Xbox Live Gold auf den Xbox Game Pass Core eingestellt.

## Zentralisierung
Xbox Network ist ein sehr zentralisiertes Netzwerk. Alle Spieleentwickler und Inhaltsanbieter müssen sich an die Richtlinien von Microsoft halten, wenn sie das Xbox-Netzwerk in ihren Spielen verwenden wollen. Dafür muss der Spieler nur einmal für Xbox Live Gold bezahlen und kann dann beliebig alle Onlinespiele und Dienste uneingeschränkt verwenden, hat eine einheitliche Bedienung und spieleübergreifende Dienste, und der Entwickler muss keinen eigenen Onlinedienst eröffnen, da Microsoft die gesamte Infrastruktur und Server zur Verfügung stellt. Eine Ausnahme bilden Phantasy Star Universe und Final Fantasy XI, da diese plattformübergreifend sind und den Server der Hersteller benutzen. Für sie muss separat bezahlt werden.

## Verbreitung

### Xbox Live auf der ersten Xbox
Auch nach dem Erscheinen der Xbox 360 war Xbox Live auf der ersten Xbox zunächst weiterhin verfügbar. Nachdem die Anzahl der aktiven Spieler zuletzt nur noch gering gewesen ist, wurden am 15. April 2010 die Server für sämtliche Spiele der ersten Xbox abgeschaltet. Microsoft begründete diesen Schritt damit, dass man nun die Möglichkeit habe neue Features einzuführen ohne auf die Rückkompatibilität mehr achten zu müssen.

### Xbox Live auf der Xbox 360
Mit dem Erscheinen der Xbox 360 wurden auf Xbox Live umfassende Änderungen und Erweiterungen vorgenommen. Eine der wichtigsten Änderungen ist die Unterscheidung in Gratis- und Gold-Mitgliedschaften. Xbox Live Gratis ist für alle Xbox-360-Spieler kostenlos, bietet aber online nur wenige Funktionen wie den Marktplatz für Videos und Spiele und eingeschränkte Chat-Möglichkeiten.
Es findet jedes Jahr ein Festival namens Xtival statt. In diesem Zeitraum kann man Funktionen testen, auf die ansonsten nur Gold-Mitglieder Zugriff haben.

### Xbox Live auf der Xbox One
Mit der Einführung der Xbox One war Xbox Live als verpflichtend und mit Onlinezwang geplant. Nach Benutzerprotesten wurde der Onlinezwang jedoch wieder fallen gelassen.
Jedoch ist beim ersten Start der Konsole ein Update mittels Xbox Live erforderlich.

### Xbox Network auf Xbox Series
Seit Erscheinen der Xbox Series X und Series S stand insbesondere die weitergehende Integration des Game Pass im Mittelpunkt. Seit März 2021 wird auf den Namen Xbox Live verzichtet, stattdessen wird es nur noch als Xbox Network oder Xbox-Netzwerk bezeichnet.

### Verfügbarkeit
Xbox Network ist aktuell in 42 Ländern verfügbar (Stand: September 2014)
- Argentinien
- Australien
- Belgien
- Brasilien
- Chile
- China
- Dänemark
- Deutschland
- Finnland
- Frankreich
- Griechenland
- Hongkong
- Indien
- Irland
- Israel
- Italien
- Japan
- Kanada
- Kolumbien
- Korea
- Mexiko
- Niederlande
- Neuseeland
- Norwegen
- Österreich
- Polen
- Portugal
- Russland
- Saudi-Arabien
- Slowakei
- Singapur
- Spanien
- Schweden
- Schweiz
- Südafrika
- Taiwan
- Tschechische Republik
- Türkei
- Ungarn
- Vereinigte Arabische Emirate
- Vereinigtes Königreich
- Vereinigte Staaten

### Live Anywhere
Mit der Einführung von Windows Vista sollte Xbox Live mit Live Anywhere zu einem plattformübergreifenden Service werden und die vier Plattformen Xbox 360, Windows Vista, Windows Phone und dem MP3-Player „Zune“ von Microsoft gemeinsam verbinden. Live Anywhere, auf den anderen Plattformen als Software installiert, sollte dieselben Features wie Xbox Live auf der Xbox 360 bieten inklusive Freundesliste, Gamerscore, Textnachrichten, Marktplatz usw., das die Spiele gemeinsam nutzen können. Ebenfalls sollten plattformübergreifende Multiplayer-Spiele möglich sein. Das erste plattformübergreifende Spiel war der 2007 erschienene Ego-Shooter Shadowrun. 2016 wurde mit Windows 10 und Play Anywhere die Möglichkeit erzielt, zusammen mit Xbox One zu spielen.

## Xbox-Live-Clanszene
Bereits seit dem Erscheinen von Xbox Live im Jahr 2002 hat sich eine Clanszene gebildet. Nach Vorbild der bereits etablierten Clanszene auf dem PC gibt es mehrere Clanportale, auf denen die Spieler kommunizieren und Turniere, Ladder oder Cups ausspielen können. Jedes Jahr werden auf den World Cyber Games die Weltmeisterschaften im Spielen ausgetragen, 2007 in Project Gotham Racing, Dead or Alive 4, Tony Hawk’s Project 8 und Gears of War mit Sach- und Geldpreisen bis zu 20.000 Dollar.
Mittlerweile gibt es über 300 Clans im deutschsprachigen Raum, welche von Firmen wie Bigben Interactive, Eibach oder Vidis finanziell unterstützt werden. Anders als beispielsweise bei den US-amerikanischen MLG-Teams Carbon oder Final Boss kann noch kein Clan von sich behaupten, dass seine Mitglieder Pro Gamer sind, welche ihren Lebensunterhalt mit dem Spielen verdienen können.

## Kritik
Ende 2007 kam vermehrt Kritik an Xbox Live auf, was primär auf Stabilitäts- und Performance-Probleme zurückzuführen war, die unter anderem Schwierigkeiten beim Einwählen und Verbindungsabbrüche bei Spielpartien verursachten. Insbesondere Gold-Mitglieder forderten daher eine Erklärung von Microsoft. Diese veröffentlichte Xbox-Live-Chef Mark Whitten am 3. Januar 2008, wobei er sich für entstandene Unannehmlichkeiten entschuldigte und zu Protokoll gab, dass Microsoft die Probleme inzwischen in den Griff bekommen habe. In diesem Zusammenhang wurde zudem als Wiedergutmachung jedem Besitzer eines Xbox-Live-Accounts ein kostenloses Spiel aus dem Xbox-Live-Arcade-Portfolio zugesprochen.
Nach Beschwerden von Benutzern sind alle englischen sexuellen Begriffe durch simple Zeichenfolgefilter gesperrt worden. Auch existierende Nutzer wurden gesperrt, darunter ein Herr Gaywood, ein in England üblicher Nachname.
In unregelmäßigen Abständen werden Benutzer mit modifizierten Xbox-360-Konsolen aus dem Netzwerk ausgeschlossen, dem sogenannten „Bann“. Die Geräte bleiben jedoch weiterhin lokal benutzbar, wie auch das Benutzerkonto im Netzwerk.
Nachdem eine Konsole gesperrt wurde, ist es mit dieser nicht mehr möglich, Aktualisierungen für Spiele von Xbox Live zu beziehen. Inzwischen können diese Aktualisierungen jedoch, nach einem Systemupdate der Konsole per USB-Stick, zugänglich gemacht werden.